# Vilde (Asturias)
Vilde es una aldea asturiana en el concejo de Ribadedeva. 
Está situada a 40 metros de altitud, a una distancia de 1,8 km de la capital municipal, Colombres. Su población es pequeña, no ha alcanzado las 100 personas en ningún censo de los realizados en el presente siglo.